# Kremlin Cup 2011
La Kremlin Cup 2011 è stato un torneo di tennis che si è giocato sul cemento indoor. È stata la 22ª edizione del torneo maschile che fa parte della categoria ATP World Tour 250 series nell'ambito dell'ATP World Tour 2011 e la 16ª del torneo femminile che fa parte della categoria Premier nell'ambito del WTA Tour 2011. Il torneo si è giocato allo Stadio Olimpico di Mosca, in Russia, dal 15 al 23 ottobre 2011.

## Partecipanti ATP

### Teste di serie
| Nazionalità | Giocatore            | Ranking | Testa di serie* |
| ----------- | -------------------- | ------- | --------------- |
| Serbia      | Janko Tipsarević     | 13      | 1               |
| Serbia      | Viktor Troicki       | 16      | 2               |
| Ucraina     | Aleksandr Dolhopolov | 18      | 3               |
| Russia      | Nikolaj Davydenko    | 37      | 4               |
| Stati Uniti | Alex Bogomolov Jr.   | 38      | 5               |
| Russia      | Dmitrij Tursunov     | 41      | 6               |
| Lussemburgo | Gilles Müller        | 42      | 7               |
| Italia      | Andreas Seppi        | 43      | 8               |

* Teste di serie basate sul ranking al 10 ottobre 2011.

### Altri partecipanti
I seguenti giocatori hanno ricevuto una wildcard per il tabellone principale:
- Evgenij Donskoj
- Tejmuraz Gabašvili
- Andrej Kuznecov

I seguenti giocatori sono passati dalle qualificazioni:

- Konstantin Kravčuk
- Dušan Lajović
- Jérémy Chardy
- Michael Berrer

## Partecipanti WTA

### Teste di serie
| Nazionalità | Giocatrice          | Ranking | Testa di serie* |
| ----------- | ------------------- | ------- | --------------- |
| Russia      | Vera Zvonarëva      | 5       | 1               |
| Polonia     | Agnieszka Radwańska | 8       | 2               |
| Francia     | Marion Bartoli      | 11      | 3               |
| Italia      | Francesca Schiavone | 12      | 4               |
| Serbia      | Jelena Janković     | 13      | 5               |
| Russia      | Svetlana Kuznecova  | 19      | 6               |
| Italia      | Roberta Vinci       | 22      | 7               |
| Slovacchia  | Dominika Cibulková  | 23      | 8               |

- Teste di serie basate sul ranking al 10 ottobre, 2011

### Altre partecipanti
Le seguenti giocatrici hanno ricevuto una wildcard per il tabellone principale:
- Alla Kudrjavceva
- Evgenija Rodina
- Francesca Schiavone

Le seguenti giocatrici sono passate dalle qualificazioni:

- Galina Voskoboeva
- Ol'ga Savčuk
- Alizé Cornet
- Ekaterina Ivanova

## Punti e montepremi
Il montepremi complessivo è di 1.526.500 $.
| Torneo              | Torneo              | V       | F      | SF     | QF     | 2T     | 1T    | Q  | Q3    | Q2    | Q1  |
| Singolare maschile  | Punti               | 250     | 150    | 90     | 45     | 20     | 0     | 12 | 6     | 0     | 0   |
| Singolare maschile  | Premi in denaro ($) | 132.160 | 69.525 | 37.675 | 21.480 | 12.645 | 7.505 | –  | 1.210 | 580   | 0   |
| Doppio maschile     | Punti               | 250     | 150    | 90     | 45     | 0      | –     | –  | –     | –     | –   |
| Doppio maschile     | Premi in denaro ($) | 40.140  | 21.100 | 11.450 | 6.540  | 3.830  | –     | –  | –     | –     | –   |
| Singolare femminile | Punti               | 470     | 320    | 200    | 120    | 60     | 1     | 20 | 12    | 8     | 1   |
| Singolare femminile | Premi in denaro ($) | 118.500 | 64.300 | 34.700 | 18.600 | 10.050 | 5.550 | –  | 2.725 | 1.510 | 855 |
| Doppio femminile    | Punti               | 470     | 320    | 200    | 120    | 1      | –     | –  | –     | –     | –   |
| Doppio femminile    | Premi in denaro ($) | 37.200  | 19.600 | 10.550 | 5.735  | 3.025  | –     | –  | –     | –     | –   |

## Campioni

### Singolare maschile
Janko Tipsarević ha sconfitto in finale  Viktor Troicki per 6-4, 6-2.
- È il secondo titolo in carriera per Tipsarevic.

### Singolare femminile
Dominika Cibulková ha sconfitto in finale  Kaia Kanepi per 3-6, 7-6(1), 7-5.
- È il primo titolo in carriera per Cibulkova.

### Doppio maschile
František Čermák /  Filip Polášek hanno sconfitto in finale  Carlos Berlocq /  David Marrero per 6-3, 6-1.

### Doppio femminile
Vania King /  Jaroslava Švedova hanno sconfitto in finale  Anastasija Rodionova /  Galina Voskoboeva per 7–6(3), 6-3.